# Kenny Holmes
Kenneth Jerome Holmes (Gifford, 24 ottobre 1973) è un ex giocatore di football americano statunitense che ha militato nel ruolo di defensive end nella National Football League.

## Biografia
Dopo avere giocato al college a football a Miami, Holmes fu scelto come 18º assoluto nel Draft NFL 1997 dai Tennessee Titans. Nella sua prima stagione guidò la squadra in sack, venendo inserito nella formazione ideale dei rookie. Nel 1999, i Titans raggiunsero il Super Bowl XXXIV, perdendo contro i St. Louis Rams, con Holmes che fu titolare nella difesa che si classificò al primo posto nella NFL. Nel 2001, Holmes e Jevon Kearse furono la coppia che mise a segno più sack di tutta la lega. Divenuto free agent, nel 2001 firmò coi New York Giants giocando in coppia con Michael Strahan. Chiusa la sua carriera nel 2003 con 38,5 sack complessivi.

## Palmarès

### Franchigia
- American Football Conference Championship: 1

Tennessee Titans: 1999

### Individuale
- All-Rookie Team - 1997

## Statistiche
| Tackle     | 250  |
| Sack       | 38,5 |
| Intercetti | 2    |